# Контора «Антикваріат»
Конто́ра «Антикваріа́т» — зовнішньоторговельна організація в СРСР, що займалася продажем антикварних предметів та творів мистецтва у 1920-30-х роках.

## Назви
- Державна імпортно-експортна торгова контора Держторгу РРФСР
- Головна контора Держторгу РРФСР зі скупки і реалізації антикварних речей «Антикваріат»
- Всесоюзна Державна торгова контора «Антикваріат» Наркомторгу СРСР
- Всесоюзне об'єднання «Антикваріат»

## Діяльність
- Розпродаж обстановки палацу княгині Палей (1927)
- Розпродаж Строганівського палацу (1931)
- Продаж картин з колекції Ермітажу
- Продаж яєць Фаберже